# Rafael Donner (författare)
Denna artikel handlar om den finländske författaren. För den österrikiske skulptören, se Rafael Donner (skulptör).
Rudolf Rafael Donner, född 1990, är en finlandssvensk filmare, journalist och författare.
Rafael Donner är den yngste av två söner till Jörn Donner och Bitte Westerlund samt halvbror till Johan Donner. Hans farfar var Kai Donner. Han har varit chefredaktör för Studentbladet, skrivit kolumner för Hufvudstadsbladet och varit journalist på Yle till 2019.
Donner utbildade sig till medianom på Yrkeshögskolan Arcada i Helsingfors. Han debuterade som författare 2018 med en essäbok. Samma år utgav han tillsammans med Jörn Donner en bok med brev dem emellan.
Rafael Donner är den nuvarande VD för bolaget Donner Productions som hans far grundat. Han bor med sin sambo konsthistorikern Ninni Stenberg i Raseborg i en folkskola de renoverat. Paret gifte sig i augusti 2022. Renoveringsarbetet följes i TV-serien Längtan till landet.